# Яршатер, Эхсан
Эхсан Яршатер (перс. احسان يارشاطر‎; род. 3 апреля 1920, Хамадан, Персия (Иран) — 1 сентября 2018, Фресно, Фресно, Калифорния, США) — ирано-американский иранист, историк и лингвист. Внёс большой вклад в изучение талышского языка и тати. Основатель и директор Центра иранистики (англ. Center for Iranian studies), а также почётный профессор Колумбийского университета. Первый в американском университете профессор-иранец со времён Второй мировой войны.

## Молодость и учёба
Родился в семье зажиточного торговца-бахаи, но не имел никакого отношения к вере бахаи как взрослый. С 12 лет изучал историю и литературу в тегеранской школе Мохаммада Али Амери. С помощью последнего поступил на факультет персидского языка и литературы Тегеранского университета, который окончил в 1947 году. По окончании университета некоторое время был ассистентом профессора теологии на факультете теологии, затем был направлен в Англию для изучения новых образовательных методов.

## Научная работа
В Англии познакомился с одним из крупнейших иранистов того времени В. Б. Хеннингом, который порекомендовал ему заняться древнеиранскими языками. Став сотрудником созданной тогда же Хеннингом Школы восточных и африканских исследований Лондонского университета, с 1950 года по поручению Хеннинга занялся северо-западными иранскими языками (группой «тати—талыши»). В 1953 году вернулся в Иран и читал в Тегеранском университете курс лекций по древнеиранским языкам. В 1955 году защитил в Тегеранском университете диссертацию, посвящённую персидской поэзии времён Тимурида Шахруха (XV век).
В 1956 году стал одним из создателей «Общества изучения иранских диалектов». В 1958—1960 годах читал курс лекций по культуре Древнего Ирана в Колумбийском университете (США), затем вернулся в Иран. В 1960 году на Международном конгрессе востоковедов в Москве читал доклад «Диалекты тати южного Казвина», за который впоследствии был удостоен звание доктора философии Лондонского университета. С 1961 года на постоянной работе в Колумбийском университете, где создал «Центр иранских исследований» и приступил к написанию «Энциклопедии ислама и Ирана». Одновременно работал над диссертацией в Лондонском университете, позднее опубликованной как «Грамматика южных диалектов тати» (1969), в которой описал диалекты тати, на которых говорят на юго-западе Казвина. В 1972 году начал работу над «Энциклопедией Ираника», завершенную к середине 1990-х годов.
Получил несколько международных наград, в том числе награду ЮНЕСКО в 1959 году и медаль Джорджо Леви Делла Вида за достижения в области исламских исследований от Калифорнийского университета в 1991 году. Серия лекций от его имени была организована в Лондонском университете и Калифорнийском университете в Лос-Анджелесе, а также в Национальном научном центре в Париже.

## Научные работы
Опубликовал монографии «Персидская поэзия при Шахрухе» (Тегеран, 1955), «Легенды цикла Шахнаме» (Тегеран, 1957, ряд переизданий, премия ЮНЕСКО за 1959 год), «Грамматика южных диалектов тати» (Гаага, 1969), а также ряд статей о современных западно-иранских диалектах, в частности о тати и талыши, еврейско-персидских диалектах (включая лотараи), а также о персидской мифологии.
Выступил редактором и публикатором произведений Ибн Сины, академического издания мазендеранских надписей в серии «Corpus Inscriptionem Iranicarum» (Лондон, 1978). Среди фундаментальных редакторских трудов Яршатера — третий том «Кембриджской истории Ирана», охватывающий периоды Селевкидов, Парфянского царства и Сасанидов, и продолжающая выходить шестнадцатитомная «История персидской литературы». Яршатер был одним из 40 редакторов Encyclopædia Iranica, со статьями 300 авторов из различных академических учреждений.

## Список основных трудов
1. Theorems and Remarks* (al-Isharat wa’l-tanbihat) by Avicenna, tr. into Persian in the 13th century; annotated edition. — Tehran, National Monuments Society, 1953.
2. Five Treaties in Arabic and Persian (Panj Resala) by Ibn Sina, annotated edition. — Tehran, National Monuments Society, 1953.
3. Persian Poetry under Shah Rokh: The Second Half of the 15th Century (Sher-e farsi dar 'ahd-e Shahrokh). — Tehran, the Tehran University Press, 1955.
4. Legends of the Epic of Kings (Dastanha-ye Shahnama). — Tehran: Iran-American Joint Fund Publications, 1957, 1958, 1964; 2nd ed. 1974, 1982 (awarded a UNESCO prize in 1959).
5. Old Iranian Myths and Legends (Dastanha-ye Iran-e bastan). — Tehran: Iran-American Joint Fund Publications, 1957, 1958, 1964 (Royal Award for the best book of the year, 1959).
6. With W.B. Henning (eds.). A Locust’s Leg: Studies in Honour of S.H. Taqizadeh. — London, 1962.
7. Modern Painting (Naqqashi-e novin). 2 vols. — Tehran: Amir Kabir, 1965-66; 2nd printing, 1975.
8. A Grammar of Southern Tati Dialects, Median Dialect Studies I. — The Hague and Paris, Mouton and Co., 1969.
9. Iran Faces the Seventies (ed.). — New York: Praeger Publishers, 1971.
10. With D. Bishop (eds.). Biruni Symposium. — New York: Center for Iranian Studies, Columbia University, 1976.
11. Selected Stories from the Shahnama (Bargozida-ye dastanha-ye Shahnama), Vol. I. — Tehran: BTNK, 1974; reprint, Washington, D.C., Iranian Cultural Foundation, 1982.
12. With David Bivar (eds.). Inscriptions of Eastern Mazandaran, Corpus Inscriptionem Iranicarum. — London, Lund and Humphries, 1978.
13. With Richard Ettinghausen (eds.). Highlights of Persian Art. — New York: Bibliotheca Persica, 1982.
14. Sadeq Hedayat: An Anthology (ed.). — New York: Bibliotheca Persica, 1979.
15. Cambridge History of Iran, Vol. III: Seleucid, Parthian and Sassanian Periods (ed.). — Cambridge, Cambridge University Press, 1982.
16. Persian Literature (ed.). — New York: State University of New York Press, 1988.
17. « The Taleshi of Asalem», «Studia Iranica», Vol 25. — 1996.
18. «The Tati Dialects of Kajal», BSOAS, XXIII, 2. — 1960.
19. «The Dialects of Shahrud(Khalkhal)», BSOAS, XXII, 1. — 1959.
20. «The Tati Dialects of Ramand», with W.B.Henning. — London, 1962.
21. «The Tati Dialects of Terom», W.B.Henning, Memorial Volume. — London, 1970.
22. «The Dialect of Khalkhal». — Munich, 1957.
23. «Azari, the Ancient language of Azerbaijan». — Tehran, 1976.
24. «Azari the old Iranian language of Azerbaijan». — 1987.
25. «Azari or the Ancient language of Azerbaijan». — IRANBOOKS, Bethesda, Maryland, 1993.